# Добровик Євген Михайлович
Євге́н Миха́йлович Доброви́к — український військовик, сержант Збройних сил України, 8-го окремого полку спеціального призначення, учасник російсько-української війни.

## Життєпис
Євген Добровик народився 1989 року у Дунаївцях. Закінчив 9 класів міської школи № 2, по тому закінчив Драбівський ліцей. Коли вчився в 4 класі, помер бетько. Після школи повернувся на батьківщину та вступив до Подільського Державного аграрно-технічного університету, де здобув освіту за напрямком «Фінанси і кредит».
У 2011 році за контрактом вступив до восьмого полку спецпризначення головного управління розвідки Міністерства оборони України. Під час служби продовжував навчання на заочному факультеті для отримання повної вищої освіти.
4 вересня 2014-го важкопоранений при виконанні бойового завдання в Луганській області. Помер у Львівському військовому госпіталі.
Похований в Дунаївцях на кладовищі № 1 «Могилівка».
Без єдиного сина лишилась мама.

## Нагороди і вшанування
За особисту мужність і героїзм, виявлені у захисті державного суверенітету та територіальної цілісності України, вірність військовій присязі під час російсько-української війни
- нагороджений орденом «За мужність» III ступеня (4.6.2015, посмертно).
- Нагрудний знак «За зразкову службу»
- 18 грудня 2014 року відбулася двадцять четверта сесія районної ради шостого скликання на якій одноголосно депутати проголосували за присвоєння звання «Почесний громадянин Дунаєвецького району» Добровику Євгену Михайловичу.
- «За оборону Луганського аеропорту» (посмертно)
- Його портрет розміщений на меморіалі «Стіна пам'яті полеглих за Україну» у Києві: секція 4, ряд 4, місце 17